# أنتانكارانا

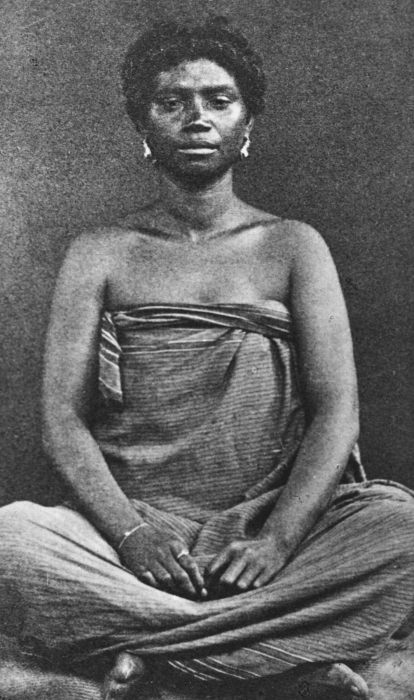
أنتاكارانا

أنتانكارانا (أو أنتاكارانا) هي مجموعة عرقية تسكن الطرف الشمالي لمدغشقر، حول مدينة أنتسيرانانا. يعني اسم المجموعة «شعب تسنغي»، وهي تكوينات صخرية كلسية تميز منطقتهم. يمكن رؤية التكوينات الصخرية (تسنغي) من خلال زيارة محمية أنكارانا. يوجد في مدغشقر أكثر من 50 ألف فرد من أنتاكارانا حسب إحصائية سنة 2013.
انفصلت مجموعة أنتاكارانا عن شعب ساكالافا في أوائل القرن السابع عشر في أعقاب نزاع على الخلافة. استقرت المجموعة في الطرف الشمالي من الجزيرة حيث أسسوا سيادة على المجتمعات المحلية القائمة واندمجوا سويًا. خلال فترات النزاع مع ساكالافا في القرن السابع عشر، ومملكة إيميرينا في القرن التاسع عشر، كثيرًا ما التمست المجموعة اللجوء إلى الملاجئ والكهوف الحجرية الطبيعية لمحمية أنكارانا الحديثة، ليأخذوا في النهاية اسمهم من ذلك المكان واعتبروه مقدسًا. في أوائل القرن التاسع عشر، وقع ملك من أنتانكارانا معاهدة مع المبعوثين الفرنسيين في جزيرة «لا ريونيون» بهدف حشد قواتهم لطرد شعب ميرينا من منطقة أنتانكارانا مقابل سيطرة فرنسا على عدة جزر صغيرة قبالة الساحل الغربي لمدغشقر. أيضًا، ساعدوا الفرنسيين في شن هجمات على ملكية ميرينا، الأمر الذي أدى بدوره إلى الاستعمار الفرنسي لمدغشقر عام 1896. أنتانكارانا هي إحدى المجتمعات القليلة التي لا تزال تكرم ملكًا واحدًا وتعيد تأكيد دوره السالف المقدس خلال الاحتفالات التقليدية التي تعود إلى قرون مضت.
من الناحية الثقافية، لدى الأنتانكارانا أوجه تشابه كثيرة مع شعب ساكالافا المجاور. إذ يمارسون الترومبا (امتلاك روح الأسلاف) ويؤمنون بأرواح الطبيعة. يعكف الشعب على ممارسة أطياف متعددة من التابوهات التابعة لأسلافهم، خصوصًا تلك التي تخص حماية الحياة والمناطق البرية. تمحور الاقتصاد التقليدي لأنتانكارانا حول صيد الأسماك وتربية المواشي، إلا أنها تبنت الزراعة مؤخرًا؛ يتقاضى العديد رواتبهم إثر عملهم في الدوائر المدنية والتعليم والتجارة وغيرها من المجالات.

## تاريخ
كانت أنتانكارانا في الأصل فرعًا من سلالة ساكالافا الملكية دعيت بداية «زافيني فوتسي» وتعني (أبناء الفضة). انفصلت هذه المجموعة عن السكالافا في القرن السادس عشر بعد نزاع مع «زافيني مينا» (أبناء الذهب) انتهى بحق الأخير في العرش الملكي. بعد رفض منحهم الحق في العرش، غادر أبناء الفضة أرض ساكالافا على الساحل الجنوبي الغربي ليستقروا شمال حدود سيطرة ساكالافا. ادعى كوزوبي (1614 – 1939)، أول ملك في أنتانكارانا، أن جزءًا كبيرًا من من شمال الجزيرة يعود لمنطقته، التي قسمها إلى خمس مقاطعات يحكم كل منها واحد من أبنائه. تضاءلت مساحة هذه المنطقة من الجنوب على يد أمير أبناء الذهب «أندريامانديسواريفو»، الذي قاد حملات عنيفة في منطقة أنتانكارانا المجاورة لتوسيع حدود ما كان ليصير مملكة بوينا الساكالافية في نهاية القرن السابع عشر. قتل العديد من نبلاء أبناء الفضة واستسلم عديد آخرون سريعًا لجيوش ساكالافا المتقدمة، لكن التاريخ الشفهي المنقول يحتفي بالعديد من المقاومين، بمن فيهم أندريامانبانجي، المتحدر من كوزوبي. أسس ابنه أندريانسيروتسو (1692-1710) مملكة أنتانكارانا، ليتقدم مع أبناء الفضة شمالًا إلى ما يعرف اليوم بمحمية أنكارانا معلنًا سيادته على الشمال. حصل الملك على قبول بين شعبه والمجتمعات القاطنة في الشمال، والذين اتحدوا معًا تحت اسم أنتانكارانا (شعب صخور أنكارانا). حارب الساكالافا شعب مملكة أنتانكارانا الناشئة في جهود مستمرة لادعاء السيادة على الإقليم، لكن شعب أنتانكارانا اتخذ من مخابئ طبيعية شكلتها صخور وكهوف أنكارانا مآوٍ لهم. في نهاية المطاف، أرغموا على اللجوء إلى ماروانستترا، وهي بلدة يحكمها أحد أقاربهم ويدعى راهولو؛ تمكن أندريانسيروتسو من صد هجمات ساكالافا بعد ثلاث سنوات بدعم من جنود راهولو. خلال تلك الفترة، أرسى أندريانسيروتسو أسس المملكة من خلال تنظيم التعاون العسكري بين العشائر، وتأسيس إدارة، ووضع أنظمة اقتصادية، وإدخال عادات تعزز هرمية النظام الاجتماعي. حسب الروايات الشفهية، في الوقت الذي كان فيه أندريانسيروتسو يستعد للعودة إلى عاصمته، وصلت إلى ماروانتسيترا فتاة غامضة عمرها ثماني سنوات تدعى تسيماتاهودرافي. كشفت عن نفسها بأنها مشعوذة وأعطت تعليمات إلى أندريانسيروسو بشأن الطقوس التي ستقيمها في الطريق لضمان عودته سالمًا وإقامة مملكة قوية، إضافة إلى ممارسة مستمرة تضمنت ربطها بساطًا بشجرتي من أشجار التسيتاكونالا زرعتا خارج منزل الملك للدلالة على وجود مسكن ملكي، ورمزًا على تماسك المملكة.
منذ تأسيسها، خضعت مملكة أنتانكارانا لسلسلة متواصلة من عظماء سلالة أندريانتسيروتسو. خلفه لامبوني (1710-1790)، ثم تيهيمبولا (1790-1802)، وبواناهاجي (1802-1809) وتسيالانا الأول (1809-1822). سرعان ما توسعت مملكة إيميرينا خلال العقود العديدة الأولى من القرن التاسع عشر، مطلقة حملات عسكرية عسكرية منتظمة لجعل المجتمعات الساحلية تحت سيطرة ميرينا. مع اقتراب ميرينا من أرض أنتانكارانا، أنشأت نقاطًا عسكرية طول الطرق التجارية الرئيسية حيث فرضت ضرائب أنتانكارانا والتجار الآخرين، الأمر الذي أدى إلى السيطرة الاقتصادية على الإقليم؛ سرعان ما أعقب ذلك تنصيب زعماء من ميرينا لحكم الإقليم. أجبر تسيالانا الأول على الخضوع لحكم ميرينا. بين عامي 1835 و1837، حاول ابنه وخليفته الملك تسيميارو الأول (1822-1882)، مرارًا طرد ميرينا من المنطقة، ولكن دون جدوى. أجبرت ردود فعل ميرينا تسيميارو على قيادة شعبه إلى الاحتماء بين صخور أنكارانا في سنة 1837/1838، حيث عاشوا أكثر من سنة. خلال تلك الفترة، تعرض الملك للخيانة من أحد أفراد شعبه، وأحاط جنود ميرينا بالمجموعة. حسب الروايات الشفوية، صلى الملك طلبًا لمساعدة الرب وأقسم أنه في حال نجوا، فسيتحول الأنتنكارانا إلى الإسلام. رغم موت العديد من أفراد شعبه بالرصاص، هرب الملك وأغلب رعاياه إلى جزيرة نوسي ميتسيو، حيث تحولوا للإسلام؛ وأغرق كثيرون آخرون خلال محاولتهم العبور. يعتقد عمومًا أن موقع المعبر هو قرية أمبافان أنكارانا، التي تعتبر مقدسة، وتعد اليوم موقعًا للحج والاحتفال بشعائر الخروج.
في الفترة بين عامي 1838 و1839، وقع اتفاق بين ملك ساكالافا وسيد سعيد، ملك زنجبار، لمنح سعيد السيطرة على مملكتي ساكالافا وأنتانكارانا؛ لم يعر تسيميارو ذلك الاتفاق قدرًا من الاهتمام، ولم يسفر عن أي تغيير في الحكم على أرض الواقع. أثناء وجوده في المنفى في نوسي ميتسيو، سافر تسيميارو إلى لا ريونيون لإبرام معاهدة مع الفرنسيين في 5 أبريل 1841 تكفل الحماية الفرنسية لشعب أنتانكارانا مقابل الحصول على الحق بجزر نوسي ميتسيو ونوسي فالي ونوسي بي ونوسي كومبا. في نهاية المطاف، نجحت الوساطة الفرنسية في صد الميرينا، الأمر الذي سمح للملك بإعادة تأسيس العاصمة في أمباتوهارانيا، ولكن عودة كامل الأنتانكارانا إلى البر الرئيسي تطلبت ما يزيد عن 40 عامًا. حين وفاته، دفن تسيميارو بناء على طلبه في كهف أنكارانا حيث لجأ من المارينا. أما النبلاء الآخرون دفنوا أساسًا في المقبرة الإسلامية قرب أمباتوهارانيا.
عندما وافق الفرنسيون على الاعتراف بالسيادة الملغاشية في سنة 1862، احتفظوا بمطالبتهم في الوصاية على كل من أنتانكارانا وساكالافا اللواتي أنشؤوها. جاء تسيالانا الثاني المولود سنة 1843 خلفًا لأبيه تسيميارو (1883-1924). نشط بتعاونه مع الفرنسيين خلال حملتهم الأولى ضد الميرينا بين عامي 1883 و1885، ومرة أخرى خلال الحملة الناجحة في عام 1895 التي انتهت باستعمار فرنسا للجزيرة وتفكيك ملكية ميرينا. استمر ابنه عبد الرحمن في القتال إلى جانب الفرنسيين خلال الحرب العالمية الأولى. جاء لامبويني الثاني خلفًا لتسيالانا الثاني (1925-1938) وبعده تسيالانا الثالث (1948-1959) وبعده تسيميهارو الثاني (1959-1982).